# Ramona Wenzel
Pour les articles homonymes, voir Wenzel.
Ramona Wenzel est une plongeuse est-allemande née le 25 janvier 1963 à Stralsund.
Elle termine quatrième aux Jeux olympiques d'été de 1980 à Moscou.
Elle est médaillée d'argent aux Championnats du monde de natation 1982 à Guayaquil, médaillée de bronze aux Championnats d'Europe de natation 1983 à Rome, médaillée d'argent aux Jeux de l'Amitié de 1984 à Budapest et médaillée d'argent aux Championnats d'Europe de natation 1985 à Sofia.